# Progetto 1153 Orel
Il progetto 1153 Orel (parola russa che significa aquila) riguardava un programma navale sovietico degli anni settanta, che prevedeva la costruzione di una classe di superportaerei a propulsione nucleare, ispirate a quelle americane. Tuttavia, per problemi sia tecnici, sia di costi, il programma non venne mai portato a termine.

## Le origini del progetto
Le origini del programma Orel risalgono ai primi anni settanta, quando l'allora Ministro della Difesa, il Maresciallo Andrei Grechko, sponsorizzò la costruzione di grandi navi da guerra, in risposta alle portaerei nucleari americane.
Lo scopo di questo progetto era potenziare l'aviazione di marina sovietica e permetterle di operare anche in alto mare. Infatti, le uniche due portaerei sovietiche di allora, le classe Moskva, erano sostanzialmente delle portaelicotteri, non in grado di imbarcare aeromobili ad ala fissa. Questo fatto rendeva la flotta sovietica praticamente priva di copertura aerea durante le operazioni lontano dalle coste, e ne limitava fortemente le capacità operative.
Il progetto 1153 aveva quindi lo scopo di risolvere questo problema.

## Lo sviluppo
Il programma Orel iniziò probabilmente alla fine degli anni sessanta. Il progetto prevedeva la costruzione di tre superportaerei con un dislocamento di 75.000-80.000 tonnellate, in grado di trasportare una settantina di aerei a decollo convenzionale. Il decollo sarebbe dovuto avvenire, come sulle portaerei americane, grazie all'ausilio di catapulte. Il nome di questo progetto era noto come Progetto 1160, ed aveva lo scopo di bilanciare i rapporti di forza navali tra Stati Uniti ed Unione Sovietica.
Inizialmente, il gruppo di volo avrebbe dovuto essere composto da MiG-23 navalizzati, aerei ASW Beriev P-42, Sukhoi Su-24 ed elicotteri Kamov Ka-252. Tuttavia, nel 1972 la composizione del gruppo di volo venne rivista, soprattutto in seguito all'apparizione del nuovo Sukhoi Su-27. Quindi, la componente imbarcata delle Orel avrebbe dovuto essere costituita da:
- 12 Sukhoi Su-27 navalizzati;
- 12 aerei da attacco Sukhoi Su-28K;
- 4 aerei per operazioni di intelligence Sukhoi Su-28KRT
- 6 Beriev P-42 ASW;
- 4 Beriev P-42 da sorveglianza radar;
- 8 Kamov Ka-252[2].

Dal punto di vista tecnico, si trattava di navi molto simili alle grandi portaerei atomiche americane, anche se era prevista la presenza a bordo di alcune batterie di missili antinave, in modo da assicurare una qualche forma di autodifesa.
Evidentemente, si trattava di un programma molto ambizioso, che presentava problemi sia costi, sia tecnici (dovuti in particolare alla scarsissima esperienza sovietica nella costruzione di navi di questo tipo). Tuttavia, venne portato avanti grazie al sostegno del Ministro della Difesa, il Maresciallo Grečko, che lo considerava prioritario.
Però, in seguito alla morte di questo (avvenuta nel 1976), e all'insediamento del nuovo Ministro, il maresciallo Dmitry Ustinov, il progetto perse la sua priorità. Infatti, si decise di puntare su unità di dimensioni più ridotte (intorno alle 35.000-40.000 tonnellate), adatte per gli aerei a decollo verticale.
Questa soluzione di compromesso assicurava un migliore equilibrio tra prestazioni e costi, anche se le navi risultanti sarebbero state decisamente inferiori alle corrispettive unità statunitensi.
Il risultato fu la classe Kiev. Il programma Orel, così come era stato concepito, venne riproposto a metà anni ottanta con la classe Ulyanovsk.

## Il progetto va avanti
Nonostante lo sviluppo delle classe Kiev, ed i numerosi ritardi che seguirono, il progetto Orel continuò ad andare avanti. Infatti, nel 1976-1977, questo prese il nome di Progetto 1153: dal punto di vista tecnico era molto simile al 1160, anche se di dimensioni minori (il dislocamento avrebbe raggiunto le 60.000 tonnellate, e il gruppo di volo sarebbe stato composto da non più di una cinquantina di velivoli).
Nel 1981 venne iniziata la costruzione di una prima unità, basata sullo scafo già collaudato dei classe Kirov. Lo scafo venne varato nel 1983, e la nuova nave ricevette il nome in codice NATO di classe Sovietsky Soyuz. I sovietici prevedevano di avere in servizio un paio di unità di questo tipo entro il 1985.
Tuttavia, ci si rese conto che la nave era troppo corta per essere utilizzata dagli aerei convenzionali. Inoltre, il sistema di catapulte che dovevano essere imbarcate si rivelò un fallimento.
Quindi, vista l'inutilità di completarla come portaerei per aerei a decollo verticale (erano già disponibili le Kiev), si decise di interrompere definitivamente il programma: era il 1983.